# حارة على قاسم سيف (المنصورة)
حارة على قاسم سيف هي إحدى حارات حي 22 يونيو الواقع بمديرية المنصورة التابعة لمحافظة عدن، بلغ تعداد سكانها 1738 نسمة حسب تعداد اليمن لعام 2004.